# ده‌میر (خوسف)
ده‌میر روستایی در دهستان جلگه ماژان بخش جلگه ماژان شهرستان خوسف استان خراسان جنوبی ایران است.

## جمعیت
بر پایه سرشماری عمومی نفوس و مسکن در سال ۱۳۹۵ جمعیت این روستا ۶۲ نفر (۲۳خانوار) بوده‌است.